# Mingun
Mingun (birmanisch မင်းကွန်းမြို့; BGN/PCGN: mingun-myo) ist ein Dorf in Zentralburma nördlich von Mandalay am Ayeyarwady. Drei große Sehenswürdigkeiten machen es zu einem beliebten Ausflugsziel für Touristen und die Einwohner Mandalays: die Ruine der unvollendeten Mingun-Pagode, das Haus mit der zweitgrößten intakten Glocke der Welt (nach der Glocke des Glücks in der chinesischen Stadt Pingdingshan) und die Hsinbyume-Pagode. Man erreicht Mingun von Mandalay aus auf dem Straßenweg oder in einer ein- bis eineinhalbstündigen Bootsfahrt auf dem Ayeyarwady.